# Domenico Pompili
Domenico Pompili (Roma, 21 maggio 1963) è un vescovo cattolico italiano, dal 2 luglio 2022 vescovo di Verona.

## Biografia
È nato a Roma il 21 maggio 1963. È originario di Acuto, in provincia di Frosinone e diocesi di Anagni-Alatri.

### Formazione e ministero sacerdotale
Il 6 agosto 1988 è stato ordinato presbitero, per la diocesi di Anagni-Alatri, dal vescovo Luigi Belloli.
Ha conseguito la licenza, nel 1990, e il dottorato, nel 2001, in teologia morale presso la Pontificia Università Gregoriana in Roma.
Dal 1988 al 1999 ha svolto il ministero nella diocesi di Anagni-Alatri in qualità di segretario particolare del vescovo Luigi Belloli e direttore dell'ufficio diocesano per le comunicazioni sociali. È stato contestualmente parroco di Vallepietra. Dal 2000 al 2006 ha svolto il ministero di vicario episcopale per la pastorale e direttore dell'ufficio diocesano per i beni culturali della sua diocesi, continuando ad essere direttore dell'ufficio diocesano per le comunicazioni sociali e assistente unitario dell'Azione Cattolica diocesana. Nello stesso periodo è stato anche parroco della concattedrale di San Paolo di Alatri.
È stato docente incaricato di teologia morale presso l'Istituto Teologico Leoniano di Anagni, dove è stato insegnante dal 1990.
Nell'ottobre 2005 è stato nominato aiutante di studio della segreteria generale della CEI con incarichi presso SAT 2000 e Radio InBlu. È stato inoltre segretario della fondazione comunicazione e cultura e membro del comitato italiano per il sostegno alle iniziative della pastorale giovanile (CISIP) e componente del consiglio di amministrazione del quotidiano Avvenire.
Dal 2007 è stato direttore dell'ufficio nazionale per le comunicazioni sociali della Conferenza Episcopale Italiana. Il 28 gennaio 2009 è stato nominato sottosegretario della CEI dal Consiglio episcopale permanente, venendo poi prorogato nell'incarico il 29 gennaio 2014.

### Ministero episcopale
Il 15 maggio 2015 papa Francesco lo ha nominato vescovo di Rieti; è succeduto a Delio Lucarelli, ritiratosi per raggiunti limiti di età. Il 5 settembre seguente ha ricevuto l'ordinazione episcopale, nella cattedrale di Rieti, dal cardinale Angelo Bagnasco, arcivescovo metropolita di Genova e presidente della CEI, co-consacranti Delio Lucarelli, vescovo emerito di Rieti, Lorenzo Loppa, vescovo di Anagni-Alatri, Nunzio Galantino, segretario della CEI, e Lorenzo Chiarinelli, vescovo emerito di Viterbo. Durante la stessa celebrazione ha preso possesso della diocesi.
Nel maggio 2018 è stato eletto presidente della Commissione episcopale per la cultura e le comunicazioni sociali della CEI; nel maggio 2021 è stato riconfermato in questo ruolo.
Il 29 ottobre 2020 è stato nominato dallo stesso papa amministratore apostolico di Ascoli Piceno dopo le dimissioni del vescovo Giovanni D'Ercole; ha mantenuto l'incarico fino all'ingresso del nuovo arcivescovo-vescovo Gianpiero Palmieri, avvenuto il 28 novembre 2021.
Il 2 luglio 2022 papa Francesco lo ha nominato vescovo di Verona; è succeduto a Giuseppe Zenti, dimessosi per raggiunti limiti di età. Il 24 settembre dello stesso anno avrebbe dovuto insediarsi nella diocesi ma, a causa delle elezioni politiche previste per il 25 settembre, la celebrazione è stata posticipata al 1º ottobre successivo, così come riferito da una nota della diocesi. Lo stesso giorno è stato nominato amministratore apostolico di Rieti, ufficio che ha ricoperto fino al 21 gennaio 2023.

## Genealogia episcopale
La genealogia episcopale è:
- Cardinale Scipione Rebiba
- Cardinale Giulio Antonio Santori
- Cardinale Girolamo Bernerio, O.P.
- Arcivescovo Galeazzo Sanvitale
- Cardinale Ludovico Ludovisi
- Cardinale Luigi Caetani
- Cardinale Ulderico Carpegna
- Cardinale Paluzzo Paluzzi Altieri degli Albertoni
- Papa Benedetto XIII
- Papa Benedetto XIV
- Papa Clemente XIII
- Cardinale Enrico Benedetto Stuart
- Papa Leone XII
- Cardinale Chiarissimo Falconieri Mellini
- Cardinale Camillo Di Pietro
- Cardinale Mieczysław Halka Ledóchowski
- Cardinale Jan Maurycy Paweł Puzyna de Kosielsko
- Arcivescovo Józef Bilczewski
- Arcivescovo Bolesław Twardowski
- Arcivescovo Eugeniusz Baziak
- Papa Giovanni Paolo II
- Cardinale Carlo Maria Martini, S.I.
- Cardinale Dionigi Tettamanzi
- Cardinale Angelo Bagnasco
- Vescovo Domenico Pompili

## Opere
- Domenico Pompili, La ricerca del parametro interiore dello sviluppo. Per una fondazione etico-teologica a partire dalla Sollicitudo rei socialis, tesi di dottorato, Roma, Pontificia Università Gregoriana, 2001.
- Domenico Pompili e Eliseo Boldrin (a cura di), Cinema e famiglia. Proposte di film da guardare insieme, Castel Bolognese, Itaca, 2011, ISBN 978-8852602672.
- Ezio Casella, Ti trovo o Cristo nei tuoi sacramenti. Lezioni di teologia sacramentaria: penitenza, unzione, ordine, matrimonio, prefazione di Domenico Pompili, Roma, Antonianum, 2018, ISBN 978-8872571057.